# Azanza (Navarra)
Azanza (Azantza en euskera) es una localidad y un concejo de la Comunidad Foral de Navarra (España) del municipio y valle de Goñi, situado en la Merindad de Estella, en la Cuenca de Pamplona y a 24,5 km de la capital de la comunidad, Pamplona. Su población en 2014 fue de 43 habitantes (INE), su superficie es de 7,7 km² y su densidad de población es de 5,58 hab/km².

## Geografía física

### Situación
La localidad de Azanza está situada en la parte occidental y en un alto del valle de Goñi a 835 ,m s. n. m. Está rodeada por una serie de montañas de la sierra de Sarbil. Su término concejil tiene una superficie de 7,7 km² y limita al norte con los concejos de Ulzurrun y Beásoaín-Eguillor ambos en el municipio del valle de Ollo); al este con Izu en la Cendea de Olza; al sur con Muniáin de Guesálaz en el municipio de Guesálaz y al sur con Aizpún.

## Historia
Durante la Edad Media fue una villa del señorío de la Corona navarra, a la cual aportaba una pecha (tributo o contribución) anual. Esta en el año 1280 era de 7 sueldos y medio, más 4 cahíces (aproximadamente 352 kg) y un robo de trigo (aproximadamente 22 kg) y otros 4 cahíces de cebada (aproximadamente 288 kg) y avena (aproximadamente 256 kg), aparte del producto de ciertas heredades entregadas a censo. 
Dentro de su término, en el siglo XIII, también tenía bienes el monasterio de Iranzu. En 1331 el rey Felipe III de Navarra dio a sus vecinos, por 300 libras, dichas heredades, más el aprovechamiento de pastos, piedra y leña en la sierra de Sarbil. En 1385, Carlos II de Navarra entregó el lugar, por donación hereditaria, al alférez Carlos de Beaumont.

## Demografía

### Evolución de la población
| Gráfica de evolución demográfica de Azanza entre 2000 y 2009 |
|                                                              |
| Datos según el nomenclátor publicados por el INE.            |